# Yevgueni Jaritónov
Yevgueni Vladímirovich Jaritónov (ruso: Евге́ний Влади́мирович Харито́нов; 11 de julio de 1941 - 29 de julio de 1981) fue un escritor, poeta y dramaturgo ruso.

## Vida
Nació en Novosibirsk y se graduó del departamento de actuación del Instituto Gerasimov de cinematografía. Después de una breve carrera como actor, volvió a la universidad para estudiar la cinematografía como estudiante graduado. Defendió su tesis sobre el pantomima. Escribió y dirigió una obra, La isla encantada, para el Teatro de Moscú de mímica y gesto. Dirigió el taller pantomimal del Club obrero de Moskvorechye y hace la coreografía del grupo de rock Última oportunidad. Murió de infarto en calle Pushkin en Moscú, un día después de terminar su última obra, Bajo arresto domiciliario, que no sería publicada hasta 1988, siete años después de su muerte. Fue enterrado en Novosibirsk y concedido póstumamente el premio Andrei Bely. 

## Obras
Entre las pocas obras que publicó abiertamente durante su vida fueron varias traducciones de poesía coetánea germanófona, incluso la de la austriaca Ingeborg Bachmann. La buena parte de su obra fue circulada en las revistas samizdats como Horas, Canal circunvalar, 37, y Diario Mitin. 
La obra de Jaritónov se encuentra en la convergencia de varios corrientes de la escritura rusa del siglo XX. Su énfasis en la lejanía entre autor y tema lírico prefigura Victor Erofeyev y Vladimir Sorokin; con Pavel Ulitin (y con Proust y Joyce) comparte un enfoque criptográfico e indirecto a la codificación de emoción en acontecimientos. Tuvo un sentido especialmente agudo de las propiedades expresivas del texto mecanográfico. Su preocupación con tipografía y su consiguiente desconfianza en los mecanógrafos de los samizdats puede explicar el hecho de que tipeó todo sus manuscritos él mismo. Otros conjeturan que sus descripciones francas de la vida gay ofendió tanto a los mecanógrafos que se negaron copiar sus manuscritos.

## Literatura y homosexualidad
Jaritónov es reconocido sobre todo como un fundador de la literatura gay de Rusia y podría decirse que es el escritor ruso gay más importante desde Mijaíl Kuzmin. Su obra es inseparable de su sexualidad, su prohibición legal y cultural y su dimensión psicológico. Como escritor subterráneo y homosexual fue doblemente vulnerable a la represión estatal y se encontraba a veces con el KGB. En 1979 lo interrogaron como sospechoso en el homicidio de un amigo gay. Mientras ascendía su estrella literaria aumentó la vigilancia y acoso, quizá contribuyendo a su infarto mortal. Tras de su muerte los KGB registraron y acordonaron su apartamento. Sus amigos, para conservar sus obras, entraron en el apartamento y robaron todos los manuscritos que pudieron, aunque el KGB luego recuperó la mayor parte.

## Cita
1. ↑  Moss, Kevin (Editor). Out of the Blue: Russia's Hidden Gay Literature, An Anthology. San Francisco: Gay Sunshine Press, 1997.

## Obras
- Pantomima en la instrucción del actor de cine (Пантомима в обучении киноактера) - tesis, 1972.
- Lágrimas en las flores (Слезы на цветах), 1993.
- Bajo arresto domiciliario (Под домашним арестом), 1988.